# Sas Bunge

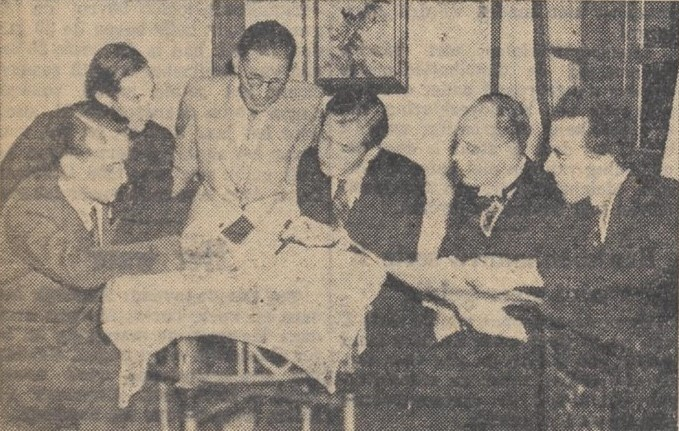
Sas Bunge, uiterst rechts in 1947

Ernst Alexander (Sas) Bunge (Amsterdam, 19 juli 1924- Utrecht 17 juli 1980) was een Nederlands pianist, componist en schrijver.
Hij was zoon van het Amsterdamse echtpaar Hans Bunge en Jenny Hanf. Vader was koopman, landenchef bij ENKA, maar tevens muziekliefhebber, huiscomponist en assistent van Cornelis Dopper, dirigent bij het Concertgebouworkest. Moeder was heilgymaste en amateurvioliste en de zus van componist Bob Hanf. Hij was tussen 1954 en 1957 getrouwd met Constance Johanna Maria Hofte, na die scheiding hertrouwde hij in 1966 met Antoinetta Sara Spier, waarop in 1974 opnieuw een echtscheiding werd uitgesproken. Daarna was hij nog getrouwd met schilderes Els Roeleveld.
Zijn prille jeugd bracht hij door in Brazilië; het gezin kwam in 1931 terug naar Nederland.
De familie trok naar Bloemendaal (waar Sas Bunge regelmatig zou wonen), Bunge kon naar het gymnasium van Kennemer Lyceum. De muziekstudie vond plaats nadat zijn vader hem wegwijs had gemaakt aan het Conservatorium van Amsterdam alwaar George van Renesse en Nelly Wagenaar zijn leraren piano waren en Hendrik Andriessen zijn leraar compositieleer. In 1946 studeerde hij er af met een "Prijs van Uitnemendheid" voor piano, Willem Pijper zat in de examencommissie. Een vervolgstudie piano kwam via Marguérite Long, compositie bij Kees van Baaren.
Als jonge pianist begeleidde hij balletten van onder meer Sonia Gaskell, later volgden recitals met modern repertoire van bijvoorbeeld Willem Pijper, Rudolf Escher en Frank Martin, maar ook de lichtere muziek schuwde hij niet; hij trad op in het Shaffy Theater. In de jaren vijftig was hij lid van het trio Dirk Alma-Jaap Stotijn en Bunge (fluit-hobo-piano), dat in West-Europa uitvoeringen gaf. In diezelfde periode trad hij als solist op met het Brabants Orkest onder leiding van Hein Jordans. In 1968 zat hij eenmalig op het podium van het Koninklijk Concertgebouw waarbij soleerde in het Pianoconcert nr. 1 van Franz Liszt met begeleiding door het Concertgebouworkest onder leiding van Bernard Haitink.
Bunge schreef allerlei werken voor piano, liederen (Eskimo songs) en kamermuziek (Weerbericht voor harpen), maar was (volgens hemzelf in 1967) aan de behoudende kant. Hij schreef ook een werk voor jeugdorkest (Variaties voor jeugdorkest) en Tien etudes voor de linkerhand (BUMA-fonds). In 1948 publiceerde hij een cellosonate. Hij schreef voorts muziek bij schilderijen. Lokfluit voor fluit en piano schreef hij voor de festiviteiten rondom 100 jaar Conservatorium van Utrecht. Een Sonatine voor viool en piano uit 1948 droeg hij op aan zijn ouders; zijn moeder zou hem ruimschoots overleven (1901-1993).
Een uitstap waren de teksten en muziek voor het avondvullende cabaretprogramma Tierelyra, Philcabaret voor twee solisten, muziekjockey en piano. Hij zag het het liefst uitgevoerd worden door twee van zijn eigen leerlingen Laurens van Rooyen en Herman van Veen aangevuld met zangeres/conferencier Stans Mook. Het ging echter pas in 1969 in première als poppentheater bij Jan Nelissen. Vlak daarvoor had hij zelf drie concertavonden georganiseerd en ingevuld rondom componisten Frédéric Chopin, Franz Liszt en een avond met muziek van Claude Debussy, Isaac Albéniz en Enrique Granados; plaats van handeling was de Renaissancezaal van het Frans Halsmuseum. Een andere leerling van hem was Han Reiziger.
Naast musicus was hij ook muziekcriticus; hij schreef tien jaar voor het Haarlems Dagblad. Bovendien was hij via de radio te beluisteren als verteller over klassieke muziek.
Andere publicaties:
- een bundel opstellen onder de titel Noten lezen
- vertaling Charles Burney’s The present state of music in Germany (samen met broer Lucas Bunge): Een posthoorn vol muziek
- Zestig jaar Nederlandse kamermuziek/60 Years of Dutch chamber Music, samen met Rutger Schoute (1974)
- Het boek Pi (voor jonge pianisten).

Zijn overlijden als gevolg van een hersentumor op 56-jarige leeftijd was landelijk nieuws. Hij werd begraven op Begraafplaats Daelwijck. In 2023 werd er in Bilthoven een concert gewijd aan zijn kamermuziek.
- Biblioteca Nacional de España: XX868806
- Bibliothèque nationale de France: cb13820233w (data)
- Digitale Bibliotheek voor de Nederlandse Letteren: bung006
- Gemeinsame Normdatei: 134340205
- International Standard Name Identifier: 0000 0001 0881 2319
- Library of Congress Control Number: n79150256
- MusicBrainz: 1607d510-a6e8-4f3c-80f4-94e7bc031393
- Nationale Bibliotheek van Tsjechië: xx0167023
- Nationale Bibliotheek van Israël: 987007277710405171
- Nederlandse Thesaurus van Auteursnamen: 06808837X
- Réseau des bibliothèques de Suisse occidentale: 02-A022750661
- Virtual International Authority File: 25893489
- WorldCat: E39PBJjxqcBPgyjxGddxtWwV4q